# Тихоокеанські ігри
Тихоокеанські ігри (раніше — Південнотихоокеанські ігри) — спортивний захід з різних видів спорту, що наближається до Олімпійських ігор, хоча і в меншому масштабі з погляду територіального охоплення. У них беруть участь країни Океанії (з 2015 року також Австралія і Нова Зеландія), відбуваються вони раз на чотири роки. Перші ігри пройшли в 1963 р. у м. Сува на острові Фіджі, там само розташована і штаб-квартира Ради Тихоокеанських ігор.

## Історія

### Задум
Ідея Південнотихоокеанських ігор приналежить доктору А. Г. Саху Хану (Dr A.H. Sahu Khan), хто був одним з представників Фіджі на зборах Південно-Тихоокеанської комісії (South Pacific Commission) у Рабаулі 1959 року. Пропозиція Саху Хана була прийнята, і в 1961 році в Нумеа відбулася чергова зустріч, на якій право бути першим господарем створених ігор надали державі Фіджі.

### Створення
У 1962 році Південнотихоокеанська Комісія заснувала Раду Південнотихоокеанських ігор, яка й провела перші Ігри у Суві (Фіджі). За минулі 40 років Південнотихоокеанські ігри проходили в 12 країнах і територіях. Первісно Ігри влаштовували один раз на три роки, надалі інтервал був збільшений до чотирьох років — після Ігор у Тумоні на Гуамі.
Внаслідок пережитків колоніального минулого, багато країн-учасників перших Ігор 1963 року були залежними від Британії або Франції територіями. Це не могло не спричинити переважання там британських і французьких прапорів, виконання державних гімнів цих країн. Західне Самоа (зараз Самоа) було єдиною країною з власним прапором і гімном, оскільки лише ця держава на цей час добилася незалежності. Поступово її здобували й інші країни Океанії, і на нових Іграх з'являлося щораз більше прапорів молодих держав. Проте, англійська і французька мови досі залишаються офіційними на Іграх.
Як і на всіх спортивних заходах, на Південнотихоокеанських іграх не обійшлося без непорозумінь. Невелика суперечка досі триває щодо доречності проведення змагань у неділю. По всьому Тихоокеанському регіону зберігається традиція додержувати священний для християн день (наприклад, на Тонга спортивні і тому подібні заходи в неділю заборонені), тому такий розпорядок Ігор багато хто зустрічають несхвально. Деякі види спорту самі по собі можуть зачепити почуття вірян. Так, у пляжному волейболі, де офіційною уніформою жінок є бікіні, на Іграх мусили узвичаїти більш строге вбрання, йдучи назустріч консервативним колам. Втім, багато країн регіону мають не такі суворі звичаї, до них належать, зокрема, Острови Кука, Нова Зеландія, Американське Самоа, Французька Полінезія. Вони відрізняються більшою терпимістю у цьому питанні.
Тихоокеанські ігри не залишилися у стороні від інших регіональних і всесвітніх подій. У 1995 році, коли Ігри приймало в себе Папеете на острові Таїті, багато країн бойкотували їх у знак протесту проти французьких ядерних випробувань у Тихому океані. Провести повноцінно вдалося лише наступні Ігри, що пройшли в 1999 на острові Гуам.
Першою метою Тихоокеанських ігор, згідно зі Статутом їх Ради, є
|  | Створювати узи сердечної дружби і братерства серед людей країн тихоокеанського регіону шляхом спортивного обміну без розрізнення раси, релігії і політичних поглядів Оригінальний текст (англ.) [To create bonds of kindred friendship and brotherhood amongst people of the countries of the Pacific region through sporting exchange without any distinctions as to race, religion or politics. ] Помилка: [undefined] Помилка: {{Lang}}: немає тексту (допомога): текст вже має курсивний шрифт (допомога) |

Ігри закликані сприяти пропаганді та розвитку спорту серед країн і народів південно-тихоокеанського регіону. Через 50 років після заснування, у 1998 році, Південно-Тихоокеанська комісія змінила назву на «Секретаріат Тихоокеанської Спільноти» (Secretariat of the Pacific Community).

### Сучасні ігри
На XII Південнотихоокеанських іграх, що пройшли в Суві, уперше була представлена повна програма з 32 видів спорту, включаючи як добре відомі в регіоні види, так малознайомі і зовсім для нього незвичайні.
Сильно корпорована спонсорська допомога уперше дала змогу організаторам зосередитися на питаннях успішного проведення ігор. Барвиста і ефективна рекламна компанія в ЗМІ сприяла хвилі інтересу до Ігор у публіки. Школи і молодіжні організації залучалися до інтерактивних програм.
XIII Південнотихоокеанські ігри прийняло місто Апіа на Самоа. На відміну від Олімпійських ігор, від яких очікуються значні прибутки країні-господареві, Південнотихоокеанські ігри 2007 мали принести Самоа 92 млн доларів США боргу — переважно внаслідок створення широкомасштабної інфраструктури, зокрема, мостів і доріг.
Незважаючи на перспективу великих витрат і боргів, п'ять країн (Папуа Нова Гвінея, Вануату, Соломонові Острови, Тонга і Американське Самоа) запропонували прийняти в себе Тихоокеанські ігри 2015. Нарешті, право їх проведення отримала Папуа Нова Гвінея (Порт-Морсбі). Ігри 2011 року пройшли в Новій Каледонії (Нумеа). Проте, щораз вища вартість (здогадно понад 1 млрд доларів США) і логістичний тягар влаштовування Ігор продовжують загрожувати здатності деяких країн приймати в себе подібні заходи.

## Рада ігор
Керівним органом ігор є Рада Тихоокеанських ігор. Прапор Ради вручається господареві наступних ігор на церемонії закриття попередніх. З розширенням і економічним ростом країн Тихоокеанського басейну й Океанії зараз визнано доречним для Ради піддати перегляду її статут зважаючи на зміни в регіоні і місце, яке посів спорт у суспільстві. Новий статут ухвалено в 2007 році.
Чинним головою Ради є Відхья Лакхан (Vidhya Lakhan) з Фіджі.

### Асоціації членів
Членство в Раді здійснюється участю в ній міжнародно визнаних національних мультиспортивних організацій країн і територій, що є членами Тихоокеанської Співдружності.. На теперішній час у Раді 22 члени. Серед всіх країн Співдружності тільки острів Піткерн не є членом Тихоокеанської Ради, у той час як острів Норфолк числиться в ній, не будучи членом Тихоокеанської Співдружності.
15 членів Ради також числяться в асоціаціях Національних олімпійських комітетів Океанії. Починаючи з Тихоокеанських ігор 2015, у них беруть участь Австралія і Нова Зеландія. У липні 2014 Національні олімпійські комітети Океанії оголосили, що їх члени проголосували за право Австралії і Нової Зеландії брати участь у Тихоокеанських іграх. Учасники Ради не могли не враховувати обставину, що спортсмени двох багатих, розвинутих країн можуть виявитися надто нерівними суперниками в змаганнях. Австралії і Новій Зеландії дозволили змагатися тільки в таких видах спорту, як регбі-7, перегони на вітрильниках, тхеквондо і важка атлетика — у цих дисциплінах спортсмени країн Океанії традиційно показували високі результати і могли зробити конкуренцію австралійцям і новозеландцям.
| Країна                       | Організація                                                                          |                                                                                      | Сайт                                        |
| ---------------------------- | ------------------------------------------------------------------------------------ | ------------------------------------------------------------------------------------ | ------------------------------------------- |
| Американське Самоа           | Національний Олімпійський Комітет Американського Самоа (ASNOC)                       | oceaniasport.com/amsam                                                               | oceaniasport.com/amsam                      |
| Вануату                      | Національний Олімпійський Комітет і Спортивна Асоціація Вануату (VASANOC)            | Національний Олімпійський Комітет і Спортивна Асоціація Вануату (VASANOC)            | oceaniasport.com/vanuatu                    |
| Волліс і Футуна              | Територіальний Олімпійський і Спортивний Комітет островів Волліс і Фотуна (CTOSWF)   | Територіальний Олімпійський і Спортивний Комітет островів Волліс і Фотуна (CTOSWF)   | wallisetfutuna.franceolympique.com          |
| Гуам                         | Національний Олімпійський Комітет Гуаму (GNOC)                                       | Національний Олімпійський Комітет Гуаму (GNOC)                                       | oceaniasport.com/guam                       |
| Кірибаті                     | Національний Олімпійський Комітет Кірибаті (KNOC)                                    | Національний Олімпійський Комітет Кірибаті (KNOC)                                    | oceaniasport.com/kiribati                   |
| Маршаллові Острови           | Національний Олімпійський Комітет Маршаллових Островів (MINOC)                       | Національний Олімпійський Комітет Маршаллових Островів (MINOC)                       | oceaniasport.com/marshalls                  |
| Науру                        | Олімпійський Комітет Науру                                                           | Олімпійський Комітет Науру                                                           | oceaniasport.com/nauru                      |
| Ніуе                         | Асоціація Спорту й Ігор Співдружності Острову Ніуе (NISCGA)                          | Асоціація Спорту й Ігор Співдружності Острову Ніуе (NISCGA)                          | oceaniasport.com/niue                       |
| Нова Каледонія               | Територіальний Олімпійський і Спортивний Комітет Нової Каледонії (CTOS)              | Територіальний Олімпійський і Спортивний Комітет Нової Каледонії (CTOS)              | www.ctos.nc                                 |
| Острів Норфолк               | Асоціація Аматорського Спорту й Ігор Співдружності Острову Норфолк                   | sportingpulse.com/assoc_page.cgi?assoc=3852                                          | sportingpulse.com/assoc_page.cgi?assoc=3852 |
| Острови Кука                 | Національний Олімпійський і Спортивний Комітет Островів Кука (CISNOC)                | Національний Олімпійський і Спортивний Комітет Островів Кука (CISNOC)                | oceaniasport.com/cookis                     |
| Палау                        | Національний Олімпійський Комітет Палау (PNOC)                                       | Національний Олімпійський Комітет Палау (PNOC)                                       | oceaniasport.com/palau                      |
| Папуа Нова Гвінея            | Спортивна Федерація і Національний Олімпійський Комітет Папуа Нової Гвінеї (PNGSFOC) | Спортивна Федерація і Національний Олімпійський Комітет Папуа Нової Гвінеї (PNGSFOC) | oceaniasport.com/png                        |
| Північні Маріанські Острови  | Асоціація Аматорського Спорту Північних Маріанських Островів                         | sportingpulse.com/assoc_page.cgi?assoc=3859                                          | sportingpulse.com/assoc_page.cgi?assoc=3859 |
| Самоа                        | Національний Олімпійський Комітет і Спортивна Асоціація Самоа (SASNOC)               | Національний Олімпійський Комітет і Спортивна Асоціація Самоа (SASNOC)               | oceaniasport.com/samoa                      |
| Соломонові Острови           | Національний Олімпійський Комітет Соломонових Островів (NOCSI)                       | Національний Олімпійський Комітет Соломонових Островів (NOCSI)                       | oceaniasport.com/solomon                    |
| Токелау                      | Спортивна Федерація Токелау                                                          | sportingpulse.com/assoc_page.cgi?assoc=3861                                          | sportingpulse.com/assoc_page.cgi?assoc=3861 |
| Тонга                        | Національний Олімпійський Комітет і Спортивна Асоціація Тонга (TASANOC)              | Національний Олімпійський Комітет і Спортивна Асоціація Тонга (TASANOC)              | oceaniasport.com/tonga                      |
| Тувалу                       | Національний Олімпійський Комітет і Спортивна Асоціація Тувалу (TASNOC)              | Національний Олімпійський Комітет і Спортивна Асоціація Тувалу (TASNOC)              | oceaniasport.com/tuvalu                     |
| Федеративні Штати Мікронезії | Національний Олімпійський Комітет Федеративних Штатів Мікронезії (FSMNOC)            | Національний Олімпійський Комітет Федеративних Штатів Мікронезії (FSMNOC)            | oceaniasport.com/fsm                        |
| Фіджі                        | Національний Олімпійський Комітет і Спортивна Асоціація Фіджі (FASANOC)              | Національний Олімпійський Комітет і Спортивна Асоціація Фіджі (FASANOC)              | fijiolympiccommittee.com                    |
| Французька Полінезія         | Олімпійський Комітет Таїті Нуї (COPF)                                                | Олімпійський Комітет Таїті Нуї (COPF)                                                | www.copf.pf                                 |

## Розташування міст-господарів Тихоокеанських ігор
| Рік  | Ігри | Місто       | Країна               | Тривалість             | Кількість спортсменів | Кількість країн-учасників | Види спорту | Лідер за числом медалей |
| ---- | ---- | ----------- | -------------------- | ---------------------- | --------------------- | ------------------------- | ----------- | ----------------------- |
| 1963 | I    | Сува        | Фіджі                | 29 серпня — 8 вересня  | 646                   | 13                        | 10          | Фіджі                   |
| 1966 | II   | Нумеа       | Нова Каледонія       | 8–18 грудня            | 1200                  | 14                        | 12          | Нова Каледонія          |
| 1969 | III  | Порт-Морсбі | Папуа Нова Гвінея    | 13–23 серпня           | 1150                  | 12                        | 15          | Нова Каледонія          |
| 1971 | IV   | Папеете     | Французька Полінезія | 25 серпня — 5 вересня  | 2000                  | 14                        | 17          | Нова Каледонія          |
| 1975 | V    | Тумон       | Гуам                 | 1–10 серпня            | 1205                  | 13                        | 16          | Нова Каледонія          |
| 1979 | VI   | Сува        | Фіджі                | 28 серпня — 8 вересня  | 2672                  | 19                        | 18          | Нова Каледонія          |
| 1983 | VII  | Апіа        | Західне Самоа        | 5–16 вересня           | 2500                  | 19                        | 14          | Нова Каледонія          |
| 1987 | VIII | Нумеа       | Нова Каледонія       | 8–20 грудня            | 1650                  | 12                        | 18          | Нова Каледонія          |
| 1991 | IX   | Порт-Морсбі | Папуа Нова Гвінея    | 7–21 вересня           | 2000                  | 16                        | 17          | Папуа Нова Гвінея       |
| 1995 | X    | Папеете     | Французька Полінезія | 25 серпня — 5 вересня  | 2000                  | 12                        | 25          | Нова Каледонія          |
| 1999 | XI   | Санта-Рита  | Гуам                 | 29 травня — 12 червня  | 3000+                 | 21                        | 22          | Нова Каледонія          |
| 2003 | XII  | Сува        | Фіджі                | 28 червня — 12 липня   | 5000                  | 22                        | 32          | Нова Каледонія          |
| 2007 | XIII | Апіа        | Самоа                | 25 серпня — 8 вересня  | 5000                  | 22                        | 33          | / Нова Каледонія        |
| 2011 | XIV  | Нумеа       | Нова Каледонія       | 27 серпня — 10 вересня | 4300                  | 22                        | 27          | Нова Каледонія          |
| 2015 | XV   | Порт-Морсбі | Папуа Нова Гвінея    | 4–18 липня             | 3700                  | 24                        | 28          | Папуа Нова Гвінея       |
| 2019 | XVI  | Апіа        | Самоа                | 7-20 липня             | 3500                  | 24                        | 26          | Нова Каледонія          |
| 2023 | XVII | Хоніара     | Соломонові Острови   |                        |                       |                           |             |                         |

## Міні-ігри
Починаючи з 1981 року в регіоні проводять також і Тихоокеанські міні-ігри (до 2007 — «Південнотихоокеанські міні-ігри»), щоб дати можливість маленьким державам приймати міжнародні змагання. Це Тихоокеанські ігри в зменшеному масштабі, вони також влаштовуються раз на чотири роки в проміжках між головними іграми.
| Рік  | Ігри | Місце     | Країна             | Тривалість            | Кількість спортсменів | Кількість країн-учасників | Види спорту | Лідер за числом медалей |
| ---- | ---- | --------- | ------------------ | --------------------- | --------------------- | ------------------------- | ----------- | ----------------------- |
| 1981 | I    | Хоніара   | Соломонові Острови | 7–19 липня            | 600                   | 15                        | 5           | Нова Каледонія          |
| 1985 | II   | Раротонга | Острови Кука       | 31 липня — 9 серпня   | 700                   | 15                        | 6           | Папуа Нова Гвінея       |
| 1989 | III  | Нукуалофа | Тонга              | 22 серпня — 1 вересня | 832                   | 16                        | 6           | Західне Самоа           |
| 1993 | IV   | Порт-Віла | Вануату            | 9–16 грудня           |                       | 15                        | 6           | Фіджі                   |
| 1997 | V    | Паго-Паго | Американське Самоа | 11–22 серпня          | 1798                  | 19                        | 11          | Науру                   |
| 2001 | VI   | Кінгстон  | Острів Норфолк     | 3–14 грудня           |                       | 18                        | 10          | Фіджі                   |
| 2005 | VII  | Корор     | Палау              | 25 липня — 4 серпня   |                       | 20                        | 12          | Нова Каледонія          |
| 2009 | VIII | Раротонга | Острови Кука       | 21 вересня — 2 жовтня |                       | 21                        | 15          | Фіджі                   |
| 2013 | IX   | Мата-Уту  | Волліс і Футуна    | 2 — 12 вересня        |                       | 22                        | 8           | Французька Полінезія    |
| 2017 | X    | Порт-Віла | Вануату            |                       |                       |                           |             |                         |
| 2021 | XI   | Маджуро   | Маршаллові Острови |                       |                       |                           |             |                         |

Як і у випадку з головними іграми, вартість необхідної для міні-ігор інфраструктури становить проблему для невеликих країн регіону. Під час підготування до ігор 2009 у Раротонга (хоча острів вже раз приймав їх у себе 1985 р.), місцевий уряд ухвалив рішення використати кошти з шляхової статті бюджету, а також здійснив позику в Китаю на суму 10 млн дол США — щоб профінансувати будівництво стадіону.

## Види спорту
На Раді Тихоокеанських ігор у липні 2014 ухвалено 37 видів спорту. Тихоокеанські ігри-2019 мають складатися зі змагань з максимум 26 видів, з яких деякі є обов'язковими (виділені жирним).
- Аматорська боротьба
- Англійський більярд
- Аутригер-каное
- Бадмінтон
- Баскетбол
- Бейсбол
- Бокс
- Боулз
- Важка атлетика
- Велосипед
- Вітрильний спорт
- Волейбол і пляжний волейбол
- Гандбол
- Гольф
- Дзюдо
- Карате
- Крикет
- Культуризм
- Легка атлетика
- Настільний теніс
- Нетбол
- Пауерліфтинг
- Плавання
- Регбі-7
- Регбіліг-9
- Серфінг
- Сквош
- Снукер
- Софтбол
- Стрільба
- Стрільба з лука
- Тач-регбі
- Теніс
- Тріатлон
- Тхеквондо
- Футбол
- Хокей на траві

Колись ігри включали такі види спорту, як регбі-юніон (замінено на регбі-7), регбіліг-7 (замінено на регбіліг-9), підводне полювання (останнє змагання пройшло на іграх у 1999 р.).
Примітки
- Символ  означає проведення змагань тільки серед чоловіків
- Символ  означає проведення змагань тільки серед жінок
- Символ  означає, що змагання проводять на мішаній основі, без розрізнення статі

## Статистика медалей

### Тихоокеанські ігри
Офіціально при фінальному підрахуванні медалей переможець не визначається, бо в цих іграх більш цінуються самі змагання і чесна гра.
Австралія і Нова Зеландія уперше включені у загальний лік медалей після Тихоокеанських ігор 2015 у Порт-Морсбі. У таблиці наведені результати Ігор у 1963—2015 р.р.
| Статистика медалей Тихоокеанських ігор | Статистика медалей Тихоокеанських ігор   | Статистика медалей Тихоокеанських ігор | Статистика медалей Тихоокеанських ігор | Статистика медалей Тихоокеанських ігор |       |
| -------------------------------------- | ---------------------------------------- | -------------------------------------- | -------------------------------------- | -------------------------------------- | ----- |
| Позиція                                | Країна                                   | Золото                                 | Срібло                                 | Бронза                                 | Разом |
| 1                                      | Нова Каледонія                           | 838                                    | 673                                    | 585                                    | 2096  |
| 2                                      | Французька Полінезія                     | 485                                    | 413                                    | 438                                    | 1336  |
| 3                                      | Папуа Нова Гвінея                        | 432                                    | 399                                    | 404                                    | 1235  |
| 4                                      | Фіджі                                    | 419                                    | 506                                    | 430                                    | 1355  |
| 5                                      | Самоа (у тому числі Західне Самоа)       | 184                                    | 152                                    | 157                                    | 493   |
| 6                                      | Науру                                    | 81                                     | 51                                     | 30                                     | 162   |
| 7                                      | Гуам                                     | 62                                     | 91                                     | 122                                    | 275   |
| 8                                      | Тонга                                    | 45                                     | 55                                     | 82                                     | 182   |
| 9                                      | Американське Самоа                       | 44                                     | 43                                     | 74                                     | 161   |
| 10                                     | Острови Кука                             | 25                                     | 43                                     | 56                                     | 124   |
| 11                                     | Волліс і Футуна                          | 23                                     | 36                                     | 76                                     | 135   |
| 12                                     | Соломонові Острови                       | 17                                     | 48                                     | 87                                     | 152   |
| 13                                     | Австралія                                | 16                                     | 19                                     | 11                                     | 46    |
| 14                                     | Федеративні Штати Мікронезії             | 16                                     | 16                                     | 11                                     | 43    |
| 15                                     | Вануату (у тому числі Нові Гебриди)      | 14                                     | 41                                     | 65                                     | 120   |
| 16                                     | Палау                                    | 9                                      | 14                                     | 10                                     | 33    |
| 17                                     | Острів Норфолк                           | 5                                      | 13                                     | 17                                     | 35    |
| 18                                     | Кірибаті (у тому числі Острови Гілберта) | 5                                      | 11                                     | 20                                     | 36    |
| 19                                     | Північні Маріанські Острови              | 4                                      | 12                                     | 12                                     | 28    |
| 20                                     | Токелау                                  | 3                                      | 2                                      | 1                                      | 6     |
| 21                                     | Нова Зеландія                            | 1                                      | 9                                      | 10                                     | 20    |
| 22                                     | Тувалу (у тому числі Острови Елліс)      | 1                                      | 1                                      | 4                                      | 6     |
| 23                                     | Маршаллові Острови                       | -                                      | 3                                      | 11                                     | 14    |
| 24                                     | Ніуе                                     | -                                      | 2                                      | 7                                      | 9     |

### Тихоокеанські міні-ігри
| Статистика медалей Тихоокеанських міні-ігор | Статистика медалей Тихоокеанських міні-ігор | Статистика медалей Тихоокеанських міні-ігор | Статистика медалей Тихоокеанських міні-ігор | Статистика медалей Тихоокеанських міні-ігор |       |
| ------------------------------------------- | ------------------------------------------- | ------------------------------------------- | ------------------------------------------- | ------------------------------------------- | ----- |
| Позиція                                     | Країна                                      | Золото                                      | Срібло                                      | Бронза                                      | Разом |
| 1                                           | Нова Каледонія                              | 190                                         | 152                                         | 111                                         | 453   |
| 2                                           | Фіджі                                       | 157                                         | 134                                         | 138                                         | 429   |
| 3                                           | Французька Полінезія                        | 129                                         | 94                                          | 84                                          | 307   |
| 4                                           | Папуа Нова Гвінея                           | 116                                         | 129                                         | 122                                         | 367   |
| 5                                           | Самоа                                       | 105                                         | 59                                          | 73                                          | 237   |
| 6                                           | Науру                                       | 65                                          | 14                                          | 16                                          | 95    |
| 7                                           | Острови Кука                                | 34                                          | 44                                          | 44                                          | 122   |
| 8                                           | Американське Самоа                          | 27                                          | 32                                          | 21                                          | 80    |
| 9                                           | Тонга                                       | 25                                          | 38                                          | 60                                          | 123   |
| 10                                          | Вануату                                     | 18                                          | 23                                          | 32                                          | 73    |
| 11                                          | Соломонові Острови                          | 16                                          | 45                                          | 41                                          | 102   |
| 12                                          | Кірибаті                                    | 16                                          | 6                                           | 12                                          | 34    |
| 13                                          | Гуам                                        | 9                                           | 13                                          | 22                                          | 44    |
| 14                                          | Палау                                       | 9                                           | 11                                          | 7                                           | 27    |
| 15                                          | Федеративні Штати Мікронезії                | 9                                           | 6                                           | 5                                           | 20    |
| 16                                          | Волліс і Футуна                             | 7                                           | 21                                          | 23                                          | 53    |
| 17                                          | Острів Норфолк                              | 7                                           | 17                                          | 12                                          | 36    |
| 18                                          | Північні Маріанські Острови                 | 4                                           | 12                                          | 8                                           | 24    |
| 19                                          | Ніуе                                        | 2                                           | 14                                          | 7                                           | 23    |
| 20                                          | Маршаллові Острови                          | 2                                           | 6                                           | 0                                           | 8     |
| 21                                          | Тувалу                                      | 1                                           | 2                                           | 9                                           | 12    |
| 22                                          | Токелау                                     | 0                                           | 2                                           | 0                                           | 2     |